# آدولف کریستین
آدولف کریستین (آلمانی: Adolf Christian; ۳ ژوئن ۱۹۳۴ – ۸ ژوئیهٔ ۱۹۹۹) دوچرخه‌سوار اهل اتریش بود. وی در سال ۱۹۵۷ به مقام سوم مسابقات تور دو فرانس رسیده است.